# Pirros (escultor)
Pirros (en llatí Pyrrhus, en grec antic Πύρρος) fou un escultor grec que Plini el Vell menciona, i diu que feia estàtues de bronze especialment d'Higiea (filla d'Asclepi) i Minerva.
Una base d'estàtua d'aquest artista es va trobar el 1840 a Atenes amb la inscripció:  ΑΘΕΝΑΙΟΙΤΕΙΑΘΕΝΑΙΑΙΤΕΙΥΓΙΕΙΑΙ ΠΥΠΠΟΣΕΠΟΙΗΣΕΝΑΘΕΝΑΙΟΣ i aprpo seu hi havia les restes d'una altra base. La primera seria la base d'Higiea, i la correspondria a una Atena anomenada Hygieia que Pausànias descriu com una de les obres d'art més notables de l'Acròpoli. Va viure al temps de la guerra del Peloponès i amb seguretat era un destacat artista de l'escola atenenca de la segona meitat del segle V aC.